# Il finanziere giramondo
Il finanziere giramondo (Around the World in 80 Trades) è un docu-reality britannico con protagonista Conor Woodman.
Conor Woodman era un economista, che lavorava per la Borsa di Londra. Stanco di grafici e affari fatti attraverso il computer decide di vendere il suo appartamento, e andare a fare affari in giro per il mondo. Questo lo porterà a visitare 4 continenti e 16 nazioni.